# John Doe
John Doe en Jane Doe, ook wel John Roe en Jane Roe, zijn pantoniemen of pseudoniemen die in Engelstalige gebieden, vooral in de Verenigde Staten, worden gebruikt om een persoon aan te duiden die anoniem wil blijven of op grond van wetgeving niet bij naam genoemd mag worden. Het wordt bijvoorbeeld gebruikt voor de verdachte/gedaagde of het slachtoffer in een juridische tekst of rechtszaak, om de identiteit van de betreffende persoon te beschermen. Het kan ook gebruikt worden als personificatie van 'een willekeurig persoon'.
Om meerdere personen te onderscheiden worden varianten gebruikt zoals "James Doe", of, zonder voornaam of met steeds dezelfde voornaam, maar met toevoeging van een nummer: "Doe 1", "Doe 2", "Doe 3", enz. Het nummer maakt het ook mogelijk een groot aantal personen samen kort te omschrijven, zoals in "gedaagden John Doe 1–100 en Jane Doe 1–100". 
Een bekend voorbeeld van dit gebruik is het arrest Roe v. Wade van het Amerikaanse hooggerechtshof uit 1973 over de abortuswetgeving in de Verenigde Staten, waarbij (Jane) Roe staat voor Norma McCorvey, een vrouw die een abortus wilde ondergaan.
In sommige gevallen en in veel andere taalgebieden, gebruikt men "nomen nescio" (N.N. of NN) als soortgelijk begrip. Equivalenten in het Nederlands zijn bijvoorbeeld Pietje Puk of Jan Jansen. Een soortgelijke term voor objecten is "foobar". Deze worden aangeduid als pantoniemen, plaatsbekledende namen of placeholders.

## Trivia
- Meet John Doe is een Amerikaanse film uit 1941 van Frank Capra met Gary Cooper in de rol van de voormalige baseballspeler en zwerver John Doe alias Long John Willoughby.
- "John Doe" is ook een personage uit de film Se7en (1995), gespeeld door Kevin Spacey.
- John Doe is een televisieserie uit 2002 met de acteur Dominic Purcell in de titelrol.